# 마츠다 켄이치로
마츠다 켄이치로(일본어: 松田健一郎, 1978년 1월 22일 ~ )는   아트비전 소속의 사이타마현 출신 일본의 성우이다. 공각기동대 ARISE의 바토, 불길한 바르하이트의 아놀드, 인게이지 키스의 마일스 모건, 스파이 패밀리 (애니메이션)의 내레이터, HIGHSPEED Étoile의 리처드 파커, 마도구사 달리아는 고개 숙이지 않아 ~오늘부터 자유로운 장인 생활~의 마르셀라 누볼라리 역을 맡았다.

## 참여 작품

### TV 애니메이션
- DARKER THAN BLACK -흑의 계약자-
- 공각기동대 ARISE
- 디-프래그!
- DRAMAtical Murder
- 종전유좌영검산
- 블랙 클로버
- 엘드라이브
- 키노의 여행
- 호접기 ~젊은 노부나가~
- 힐링굿♡프리큐어
- 불길한 바르하이트
- 나의 히어로 아카데미아
- 신이 된 날
- 바쿠텐!!
- 킹덤 (만화)
- 역전세계의 전지소녀
- Project Engage
- 스파이 패밀리 (애니메이션)
- 천재 왕자의 적자국가 재생술 ~그래, 매국하자~
- 트라이브 나인
- DOG SIGNAL
- 변경의 팔라딘
- 마도구사 달리아는 고개 숙이지 않아 ~오늘부터 자유로운 장인 생활~
- HIGHSPEED Étoile
- 이 세계는 너무나 불완전하다
- 신의 탑

### 애니메이션 영화
- 공각기동대 신극장판
- 블레이드 러너 블랙 아웃 2022
- 기동전사 건담 썬더볼트
- 더 퍼스트 슬램덩크
- 데드데드 데몬즈 디디디디 디스트럭션

### OVA
- 기동전사 건담 THE ORIGIN

### 비디오 게임
- 스트리트 파이터 X 철권

### 더빙
- 블랙클랜스맨
- 블러드타이즈 (영화)
- 둠스데이: 지구 최후의 날 (2008년 영화)
- 분노의 질주
- 파이어프루프 - 사랑의 도전
- 저지 보이스 (영화)
- 메이즈 러너 (영화)
- 더 나이트 비포
- 퍼펙트 호스트